# 0G (無線技術)
0G，是指無線技術最早的拓荒時代，即是前蜂巢式技術(Pre-cellular)時代，或稱前行動通訊時代。Push-to-talk，行動電話系統，改進型行動電話系統，AMTS，OLT，MTD，Autotel / PALM ，ARP都是屬於0G技術。
早期的移動電話系統可區分為早期封閉無線電話系統，因為它們可以作為一個商業服務，公共交換電話網的一部份，他們用自己專屬的電話號碼，而不是部分封閉網絡，如警察廣播電台或計程車調度系統。
1966年，Televerket在挪威開設了第一家手動移動電話系統。稍後挪威成為歐洲第一個國家獲得一個自動移動電話系統。
1971年，芬蘭成為第一次公開採用Autoradiopuhelin (ARP)的商業移動電話網路的國家。1972年，西德成為第二次公開商用移動電話網絡的國家。

## 外部連結
- Mobile Phone History
- Mobile Phone Generations